# Belle Époque (película)
Belle Époque es una película española dirigida por Fernando Trueba. Es la segunda producción española galardonada con el Óscar a la mejor película de habla no inglesa y obtuvo también nueve premios Goya, siendo así una de las más premiadas. Es una película coral, llena de ingenio y enmarcada en una época, que a pesar del título, no es la belle époque, sino los días previos y posteriores a la proclamación de la Segunda República Española.

## Argumento
La película transcurre en una pequeña localidad española durante los primeros meses de 1931, en vísperas de proclamarse la II República Española.
Tras la fracasada sublevación de Jaca, el joven soldado Fernando deserta del ejército. En su huida es acogido por Manolo, un artista, que vive aislado de la realidad que golpea España y que le ofrece su ayuda, su casa y su amistad. La llegada de las cuatro preciosas hijas del artista hará que el joven desertor se embarque en una aventura en la que seduce o es seducido por una hermana tras otra.

## Reparto
- Jorge Sanz: Fernando
- Penélope Cruz: Luz
- Miriam Díaz-Aroca: Clara
- Maribel Verdú: Rocío
- Ariadna Gil: Violeta
- Gabino Diego: Juanito
- Fernando Fernán Gómez: Manolo
- Agustín González: Don Luis
- Michel Galabru: Danglard
- Chus Lampreave: Doña Asun
- Mary Carmen Ramírez: Amalia
- Juan José Otegui: Cabo
- Jesús Bonilla: Guardia civil
- María Galiana: Apolonia
- Joan Potau: Paco
- Félix Cubero: Palomo

## Producción
El proyecto de la película nació en 1990 en un restaurante madrileño donde habitualmente solían hablar Fernando Trueba, Rafael Azcona y José Luis García Sánchez de proyectos cinematográficos. La historia tiene una parte biográfica de Trueba pues el suegro del director se llama Manolo en la vida real, al igual que el suegro del protagonista, que como Trueba se llama Fernando.
Antes de escribir el guion, Trueba quiso enseñarles a Azcona y a García Sánchez Une partie de campagne de Jean Renoir para mostrar el tono que él deseaba en la película. De esta película, al igual que La regla del juego del mismo director, también coge los personajes principales quienes huyen de la ciudad en busca de un lugar bucólico en el que afloran los instintos.
Trueba quería que la historia estuviese ambientada al comienzo de la Segunda República Española puesto que este periodo había sido un momento fugaz de ilusión y promesa del paraíso que pronto se desvaneció. Trueba explicó que no quiso en ningún momento que la película fuese un parábola de dicho periodo histórico, ni tampoco que el lugar donde se desarrolla recordase en ningún momento a ninguna región española.
El rodaje se realizó en Portugal entre el 5 de julio y el 26 de agosto de 1992. Trueba decidió hacerlo allí porque resultaba más barato que hacerlo en España (Trueba sólo pudo contar con un presupuesto de 160 millones de pesetas) y porque dicho país había sufrido menos cambios desde aquella época hasta la actualidad. La casa y el pueblo están situados en Arruda dos Vinhos, la estación en Ríos, la iglesia en Sobral de Monte Agraço y el río en Azambuja.
La banda sonora fue dirigida por Antoine Duhamel e interpretada por la Orquesta filarmónica de Madrid en Kirios Studios de Madrid en noviembre de 1992, mientras que las canciones fueron interpretadas por Mary Carmen Ramírez.

## Recepción

### Crítica
Cada vez que la película se estrenaba en un país gustaba, divertía y fascinaba a la crítica.
Por su parte, los críticos actuales también se refieren muy positivamente a la película, Yago García de Cinemanía dijo que «reflejó como ninguna otra el clima de libertad que acompañó a la proclamación del nuevo régimen».
Belle Époque logró cierta resonancia en el mercado anglosajón, recibiendo un 93% de votos positivos en la web rottentomatoes.com. En 2010, el director David O. Russell incluyó una mención a Belle Époque en su filme The Fighter, protagonizado por Mark Wahlberg y Christian Bale.

### Palmarés
Premios Óscar
| Categoría                 | Resultado |
| ------------------------- | --------- |
| Mejor película extranjera | Ganadora  |

VII edición de los Premios Goya
| Categoría                     | Persona                                                | Resultado |
| ----------------------------- | ------------------------------------------------------ | --------- |
| Mejor película                | Mejor película                                         | Ganadora  |
| Mejor director                | Fernando Trueba                                        | Ganador   |
| Mejor actriz protagonista     | Ariadna Gil                                            | Ganadora  |
| Mejor actor protagonista      | Jorge Sanz                                             | Nominado  |
| Mejor actriz de reparto       | Chus Lampreave                                         | Ganadora  |
| Mejor actriz de reparto       | Mary Carmen Ramírez                                    | Nominada  |
| Mejor actor de reparto        | Gabino Diego                                           | Nominado  |
| Mejor actor de reparto        | Fernando Fernán Gómez                                  | Ganador   |
| Mejor guion original          | Rafael Azcona José Luis García Sánchez Fernando Trueba | Ganadores |
| Mejor música original         | Antoine Duhamel                                        | Nominado  |
| Mejor fotografía              | José Luis Alcaine                                      | Ganador   |
| Mejor montaje                 | Carmen Frías                                           | Ganadora  |
| Mejor dirección artística     | Juan Botella                                           | Ganador   |
| Mejor dirección de producción | Cristina Huete                                         | Nominada  |
| Mejor diseño de vestuario     | Lala Huete                                             | Nominada  |
| Mejor maquillaje y peluquería | Ana Lorena Ana Ferreira                                | Nominadas |
| Mejor sonido                  | Georges Prat Alfonso Pino                              | Nominados |

Premios Fotogramas de Plata
| Categoría               | Persona                 | Resultado |
| ----------------------- | ----------------------- | --------- |
| Mejor película española | Mejor película española | Ganadora  |
| Mejor actriz de cine    | Penélope Cruz           | Nominada  |
| Mejor actriz de cine    | Ariadna Gil             | Ganadora  |
| Mejor actriz de cine    | Maribel Verdú           | Nominada  |
| Mejor actor de cine     | Jorge Sanz              | Ganador   |

II edición de los Premios de la Unión de Actores
| Categoría                               | Persona       | Resultado |
| --------------------------------------- | ------------- | --------- |
| Mejor interpretación secundaria de cine | Penélope Cruz | Ganadora  |
| Mejor interpretación secundaria de cine | Gabino Diego  | Nominado  |

Premios Sant Jordi
| Categoría               | Resultado |
| ----------------------- | --------- |
| Mejor película española | Ganadora  |

Medallas del Círculo de Escritores Cinematográficos de 1992
| Categoría      | Persona         | Resultado |
| -------------- | --------------- | --------- |
| Mejor director | Fernando Trueba | Ganador   |

Otros premios
- Representó a España en el Festival Internacional de Cine de Berlín, pero no fue premiada.

- "Premio Calabuch" a la mejor película española del año por el Jurado del Festival Internacional de Cinema de Comedia de Peñíscola (Castellón).

- "Premio del público Olivier de Bronce" del Festival del filme del mediterráneo de Bastia (Córcega).